# Phytophthora sojae
Espèce
Phytophthora sojae est un protiste de la classe des Oomycètes  et un agent pathogène des plantes vivant dans les sols humides, qui provoque notamment la pourriture des racines et de la tige du soja.
Il s'agit d'une maladie répandue dans la plupart des régions productrices de soja, et une cause majeure de perte de récolte. Dans des conditions humides, cet agent pathogène produit des zoospores qui se déplacent dans l'eau et sont attirés par les racines de soja . Les zoospores peuvent se fixer aux racines, germer et infecter les tissus de la plante. Les racines atteintes montrent des lésions qui peuvent s'étendre jusqu'à la tige et finalement tuer la plante entière.  Phytophthora sojae produit également des oospores qui peuvent rester en dormance dans le sol pendant tout l'hiver, ou davantage, et germer lorsque les conditions sont favorables. Les oospores peuvent aussi se propager par l'intermédiaire des animaux ou des machines agricoles.
 Phytophthora sojae est un organisme diploïde dont le génome a une taille de 95 Mpb (millions de paires de bases).
Une substance chimique naturelle, la farinomaléine (métabolite produit par un champignon entomopathogène,  Paecilomyces farinosus) 
a montré une capacité d'inhibition puissante et sélective (de 0,15 à 5 mg/disque) contre huit isolats de l'agent pathogène des plantes Phytophthora sojae.
Ces résultats suggèrent que la farinomaléine pourrait être utile en tant que pesticide candidat pour le traitement de la pourriture de la tige à Phytophthora chez le soja
 Phytophthora sojae est très similaire à Phytophthora megasperma au point que ces deux espèces ont été souvent confondues. À l'origine des recherches, Phytophthora sojae et Phytophthora medicaginis ont été respectivement dénommées Phytophthora megasperma f. sp.glycines et Phytophthora megasperma f. sp. medicaginis. Des découvertes récentes sur leur structure moléculaire ont montré cependant qu'il s'agit bien d'espèces distinctes sans ambiguïté.

## Hôtes et symptômes
Phytophthora sojae infecte les plants de soja (Glycine max) et de nombreuses spèces du genre Lupinus. Ce pathogène  peut infecter le soja à tout moment au cours du processus de croissance de la plante, y compris lors du développement de la graine.
Il provoque la pourriture des semences et la fonte des semis en pré- et post-émergence lorsque le sol est inondé après le semis. Les racines des plantules peuvent présenter une pourriture molle brun clair dès que les plants commencent à émerger du sol. 
Il entraîne également la pourriture des racines et de la tige, la gravité de l'infection dépendant de la sensibilité ou de la tolérance de la plante à l'égard des agents pathogènes. Chez les plants de soja hautement tolérants, la pourriture des racines provoquera simplement un retard de croissance et des symptômes légèrement chlorotiques sans entraîner la mort de la plante. En revanche, l'infection d'un plant de soja faiblement tolérant se traduira très probablement par la mort de la plante. L'infection démarre dans les racines et progresse ensuite dans la tige sur plusieurs nœuds, donnant une couleur brune aux racines et à la tige et jaune aux feuilles.
Au fur et à mesure de la progression de l'agent pathogène, la plante entière prend une coloration orange-brun. Les feuilles flétries se replient sur la plante et restent attachées jusqu'à la mort de celle-ci.
La brûlure des feuilles est également un symptôme de Phytophthora sojae, en particulier lorsque la plante a été soumise récemment à de fortes pluies. La résistance des plants de soja est liée à l'âge, les feuilles les plus âgées n'étant pas sensibles à la brûlure des feuilles.
Les champs ensemencés en soja et infectés par le Phytophthora sojae peuvent être facilement repérés par l'observation de plants rabougris ou de taches vides de végétation.
L'identification microscopique d'un oospore mesurant environ 40 microns de diamètre à partir d'un échantillon de plant de soja est un indice certain de la présence de  Phytophthora sojae. Les oospores mesurent en général de 20-45 microns de diamètre et ont des parois cellulaires cellulosiques très épaisses pour l'hivernage.

## Cycle biologique
Phytophthora sojae  hiverne dans les débris végétaux et dans le sol sous forme d'oospores. Les oospores sont issues des gamètes mâles (anthéridie), et des gamètes femelles (oogonie), et subissent la fécondation puis la recombinaison sexuelle (méiose). Elles possèdent des parois cellulaires épaisses faites de cellulose qui leur permettent de survivre dans le sol dans des conditions difficiles, sans germer pendant plusieurs années. Elles commencent à germer dès que les conditions environnementales sont favorables au printemps et produisent alors des sporanges. Elles peuvent germer directement ou indirectement. Dans le cas de la germination directe, les sporanges pénètrent directement dans les cellules-hôtes à l'apex des racines de la plante (si celles-ci sont proches). La germination indirecte implique que les sporanges libèrent des zoospores (quand les racines sont plus éloignées des sporanges) qui s'enkystent sur les cellules de la plante-hôte et germent. Les zoospores sont des spores mobiles asexuées et biflagellées. Elles se dispersent grâce au flux de l'eau dans le sol et sont en mesure d'inoculer les racines des plantes ou les graines. Des substances chimiques, telles que la daidzéine et la génistéine, sont libérées à l'extrémité des racines des plantes et attirent les zoospores libérées.
Lorsque les zoospores entrent en contact avec la racine de l'hôte, elles s'enkystent à la surface, brisent la paroi de la cellule végétale grâce à des enzymes protéolytiques et commencent à germer.
Leurs hyphes se mettent à croître dans l'espace intercellulaire des cellules végétales. Après avoir établi leurs suçoirs pour les éléments nutritifs, la plupart des oospores commencent à se développer dans les cellules corticales de la racine. La plante-hôte commence alors à présenter des symptômes secondaires, tels que chancre de la tige, flétrissement, et chlorose au fur et à mesure que Phytophthora sojae continue à se reproduire. Cette reproduction continue entraîne la mort de la plante à la fin de la saison. Les oospores passent ensuite l'hiver dans les débris de la plante morte et dans le sol. Le cycle se répète à nouveau au printemps lorsque les conditions environnementales sont favorables. La maladie est principalement localisée là où les zoospores ont initialement infecté la plante-hôte.
Phytophthora sojae est considéré comme un agent pathogène monocyclique qui n'entraîne qu'une infection effective dans son cycle biologique. Cela s'explique par le fait que toutes les oospores ne germent pas ensemble en même temps ; elles ont plutôt chacune leurs propres conditions favorables qui déclenchent leur germination.

## Environnement
Phytophthora sojae est favorisé par les champs mal drainés ou très sensibles aux inondations. Une action de drainage ne suffit pas à limiter l'agent pathogène parce que les champs peuvent être soumis à de fortes pluies continues qui induisent des inondations.
Comme c'est le cas pour d'autres espèces de Phytophthora, un sol chaud, une pluie intermittente, et un temps venteux sont des conditions favorables pour le développement et la propagation de la maladie. La température optimale pour le développement de la maladie est supérieure à 16 °C.

## Moyens de lutte
Le choix de variétés résistantes est la principale méthode de lutte contre Phytophthora sojae. Il existe trois types de résistances : résistance par l'intermédiaire de gènes de résistance (gènes-R), résistance des racines et résistance partielle.
On connait actuellement 14 gènes Rps, ce qui signifie 14 gènes différents de résistance simple, qui ont été identifiés comme gènes-R de résistance et cartographiés dans le génome du soja.
En effet, les dégâts les plus importants qu'un oomycète peut induire sont des lésions. La résistance des racines est héréditaire et est généralement exprimée dans les racines.
Dans ce cas, la tige d'une plantule en germination est le plus sensible. Une fois que les premières feuilles commencent à apparaître, la résistance partielle de la plante s'exprime.
La colonisation est réduite et les lésions sont comparativement plus petites. Cette méthode de lutte empêche les zoospores de germer dans l'extrémité des racines et les rend donc incapables de produire des hyphes, dont elles ont besoin pour survivre.
On peut également lutter contre Phytophthora sojae en utilisant des fongicides. Par exemple le Métalaxyl, fongicide spécifiquement employé contre les oomycètes, est utilisé pour traiter les graines de soja. Il permet de prévenir la pourriture des semences et la fonte des semis en pré-levée. On a constaté que ce fongicide est plus efficace sur les variétés de soja hautement tolérantes. Le Métalaxyl est plus efficace lorsqu'il est appliqué au sol, car cela permet à la plante de l'absorber par les racines et cela prolonge sa période d'action par rapport au traitement des semences.
Le Métalaxyl empêche les spores de Phytophthora sojae de pénétrer dans les tissus du soja. Comme tous les fongicides, le Métalaxyl n'est efficace qu'en prévention et doit être appliqué avant que la maladie ne se soit établie dans les tissus de la plante.
Une replantation doit être effectuée dès lors que la fonte des semis en pré-émergence est constatée.
L'amélioration du terrain par le drainage et le travail du sol sont des pratiques culturales qui peuvent contribuer à minimiser l'effet de Phytophthora sojae. L'amélioration du travail du sol peut aider à éliminer les oospores du sol. Les oospores sont en effet très robustes et peuvent subsister dans le sol pendant une longue période et de ce fait la rotation des cultures seule n'est pas efficace. 
Le drainage du terrain peut éviter des inondations et donc inhiber le déplacement des zoospore vers la plante-hôte.

## Importance
La pourriture des racines et de la tige du soja due à Phytophthora a été observée pour la première fois aux États-Unis dans l'Indiana en 1948 et son agent causal, Phytophthora sojae, a été identifié en 1958. 
Dans les années 1970, les plants de soja n'avaient qu'un gène de résistance simple, ce qui signifie qu'ils étaient plus sensibles à l'infection. 
Les plants portant ce gène étaient tués par de nouvelles races de Phytophthora sojae. 
En conséquence, plusieurs États américains ont subi des pertes de rendement importantes, en particulier l'État de l'Ohio, qui a perdu environ 120 000 hectares de soja en un an.
Peu de temps après, plusieurs nouvelles méthodes de prévention de la maladie ont été mises en œuvre et de ce fait cette maladie est actuellement, parmi les maladies du soja, l'une des mieux gérées et des mieux connues aux États-Unis.

## Origine
Des études récentes ont montré que des plants de soja en provenance de Corée du Sud et Chine présentent une diversité de résistance beaucoup plus élevée que dans d'autres pays pratiquant la culture du soja. Cela indique que le soja est présent dans ces régions depuis plus longtemps et donc a disposé de plus de temps pour développer une résistance contre divers agents pathogènes, dont Phytophthora sojae.